# Prigrevica
Prigrevica (cyr. Пригревица) – wieś w Serbii, w Wojwodinie, w okręgu zachodniobackim, w gminie Apatin. W 2011 roku liczyła 4016 mieszkańców.